# Широкий фронт
Широкий фронт (ісп. Frente Amplio або FA) — ліва політична коаліція в Уругваї, що об'єднує широкий спектр політичних партій, здебільшого соціал-демократичної спрямованості, від комуністів, колишніх бійців «Тупамарос» («Рух народної участі») і невеликих троцькістських організацій до християнських демократів. Очолює «Широкий фронт» Хорхе Броветто. Коаліція має тісні зв'язки з профспілковим рухом країни, зокрема, з профспілкою PIT-CNT.

## Історія
Широкий фронт виник як об'єднання більше дюжини партій в 1971 році під керівництвом генерала Лібера Сереньї. В умовах військової диктатури, з 1973 по 1984 роки, фронт перебував у підпіллі і вів боротьбу за демократизацію.
Після загальних виборів 2004 і 2009 років Широкий фронт знаходиться при владі в Уругваї. На посаду президента країни обиралися його кандидати Табаре Васкес і Хосе Мухіка, а на виборах до парламенту фронт набирав 51,7% (2004) і 47,49% (2009) голосів виборців, делегуючи в законодавчий орган 52 і 50 (із загального числа в 99) депутатів відповідно.